# Oberea kangeana
Oberea kangeana là một loài bọ cánh cứng trong họ Cerambycidae.